# George John Bennett
George John Bennett (* 5. Mai 1863 in Andover; † 20. August 1930 in Lincoln) war ein britischer Kirchenmusiker und Komponist.

## Leben und Werk
George John Bennett war von 1879 bis 1884 Schüler von George Alexander Macfarren und Charles Steggall an der Royal Academy of Music in London. Er studierte dann kurze Zeit bei Friedrich Kiel und Heinrich Barth an der Berliner Hochschule für Musik sowie 1885 bis 1887 bei Joseph Rheinberger und Hans Bußmeyer in München. 1887 wurde er Mitglied und 1888 Lehrer für Harmonielehre und Kontrapunkt der Royal Academy of Music. 1895 wurde er Organist und Chordirektor an der Kathedrale von Lincoln. Ab 1896  wurde er Dirigent der Musical Society und Orchestral Society in Lincoln.
George John Bennett schrieb die Messe in B moll, Festival Evening Service, Te Deum, Easter Hymn, die Orchestersuite D moll, die Ouvertüren Jugendträume und Cymbeline, ein Klaviertrio E dur, Klavier- und Orgelstücke, Lieder und Chöre.